# Епархия Пенсаколы — Таллахасси
Епархия Пенсаколы — Таллахасси (лат. Dioecesis Pensacolensis-Talloseiensis) — епархия Римско-Католической церкви с центром в городе Пенсакола, штат Флорида, США. Епархия Пенсаколы — Таллахасси входит в митрополию Майами. Кафедральным собором епархии Пенсаколы — Таллахасси является Собор Святейшего Сердца Иисуса. В городе Таллахасси находится сокафедральный Собор святого Томаса Мора.

## История
1 октября 1975 года Римский папа Павел VI издал буллу Sapienter quidem, которой учредил епархию Пенсаколы — Таллахасси, выделив её из епархии Сент-Огастина.

## Ординарии епархии
- епископ Рене Анри Грасида[англ.] (01.10.1975 — 19.05.1983) — назначен епископом Корпус-Кристи
- епископ Джозеф Кит Саймонс[англ.] (04.10.1983 — 12.06.1990) — назначен епископом Палм-Бич
- епископ Джон Мортимер Фуретт Смит[англ.] (25.06.1991 — 21.11.1995) — назначен епископом-коадъютором, позднее епископом Трентона
- епископ Джон Хьюстон Рикард[англ.] (20.01.1997 — 11.03.2011)
- епископ Грегори Лоуренс Паркс[англ.] (20.03.2012 — 04.01.2017) — назначен епископом Сент-Питерсберга
- епископ Уильям Альберт Вак[англ.] (с 27.05.2017)

## Источник
- Annuario Pontificio, Libreria Editrice Vaticana, Città del Vaticano, 2003, ISBN 88-209-7422-3
- Булла Sapienter quidem, AAS 67 (1975), стр. 647  (лат.)